# Pante Gajah
Pante Gajah is een bestuurslaag in het regentschap Bireuen van de provincie Atjeh, Indonesië. Pante Gajah telt 2347 inwoners (volkstelling 2010).